# Křimov
Křimov (en allemand : Krima) est une commune du district de Chomutov, dans la région d'Ústí nad Labem, en Tchéquie. Sa population s'élevait à 421 habitants en 2021.

## Géographie
Křimov est situé à 9 km au nord-ouest de Chomutov, à 57 km au sud-ouest d'Ústí nad Labem et à 93 km au nord-ouest de Prague.

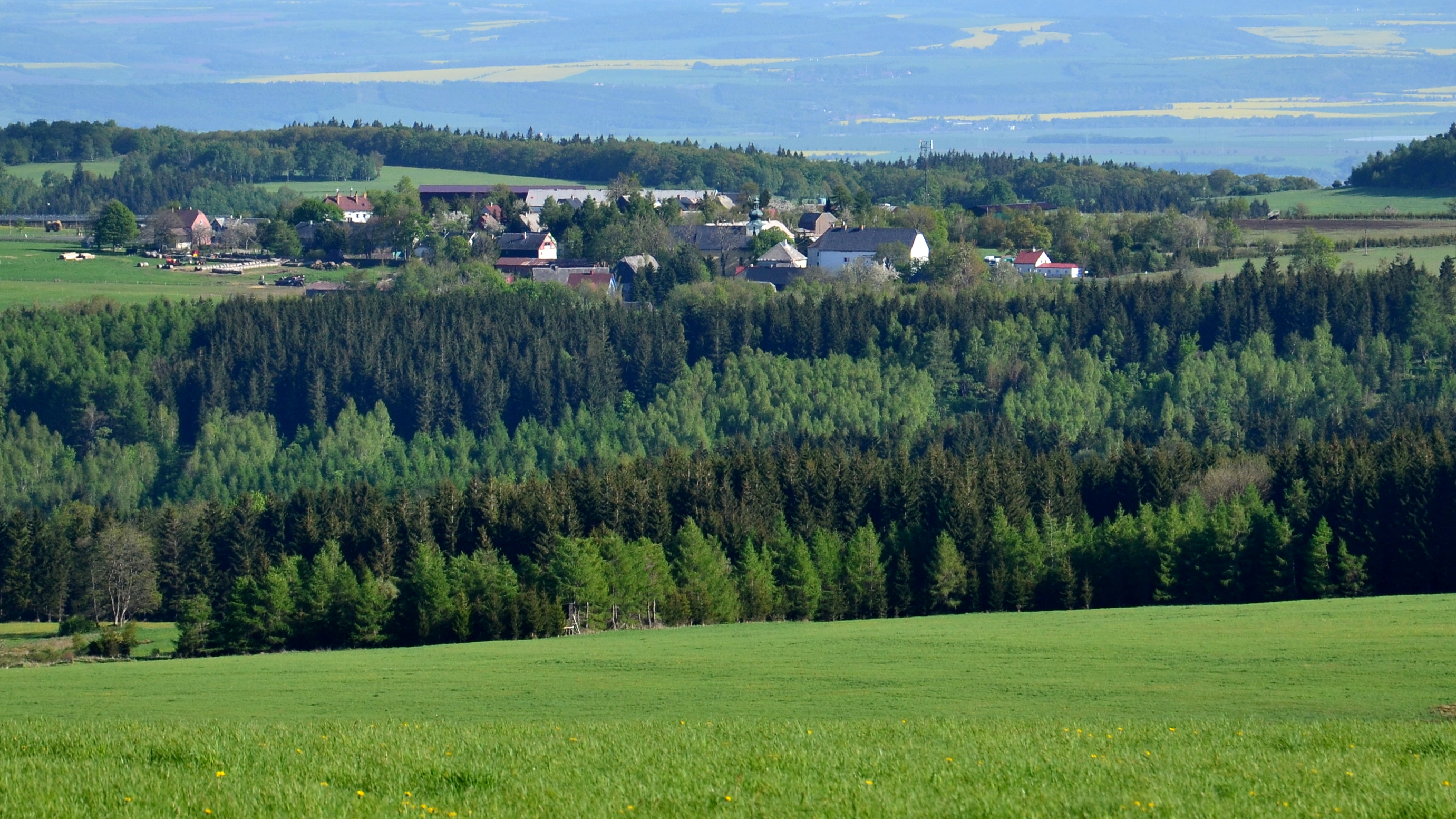
Křimov : vue générale.

La commune est limitée par Hora Svatého Šebestiána au nord-est, par Blatno au nord-est et à l'est, par Chomutov au sud-est, par Černovice et Málkov au sud, et par Výsluní à l'ouest.

## Histoire
La première mention de Krima remonte à 1281, alors que le village était la propriété de l'Ordre Teutonique, à Komotau (Chomutov).

## Administration
La commune se compose de neuf quartiers :
- Celná
- Domina
- Krásná Lípa
- Křimov
- Menhartice
- Nebovazy
- Stráž
- Strážky
- Suchdol

## Transports
Par la route, Křimov se trouve à 10 km de Chomutov, à 75 km d'Ústí nad Labem et à 102 km de Prague.